# Transmile Air Service

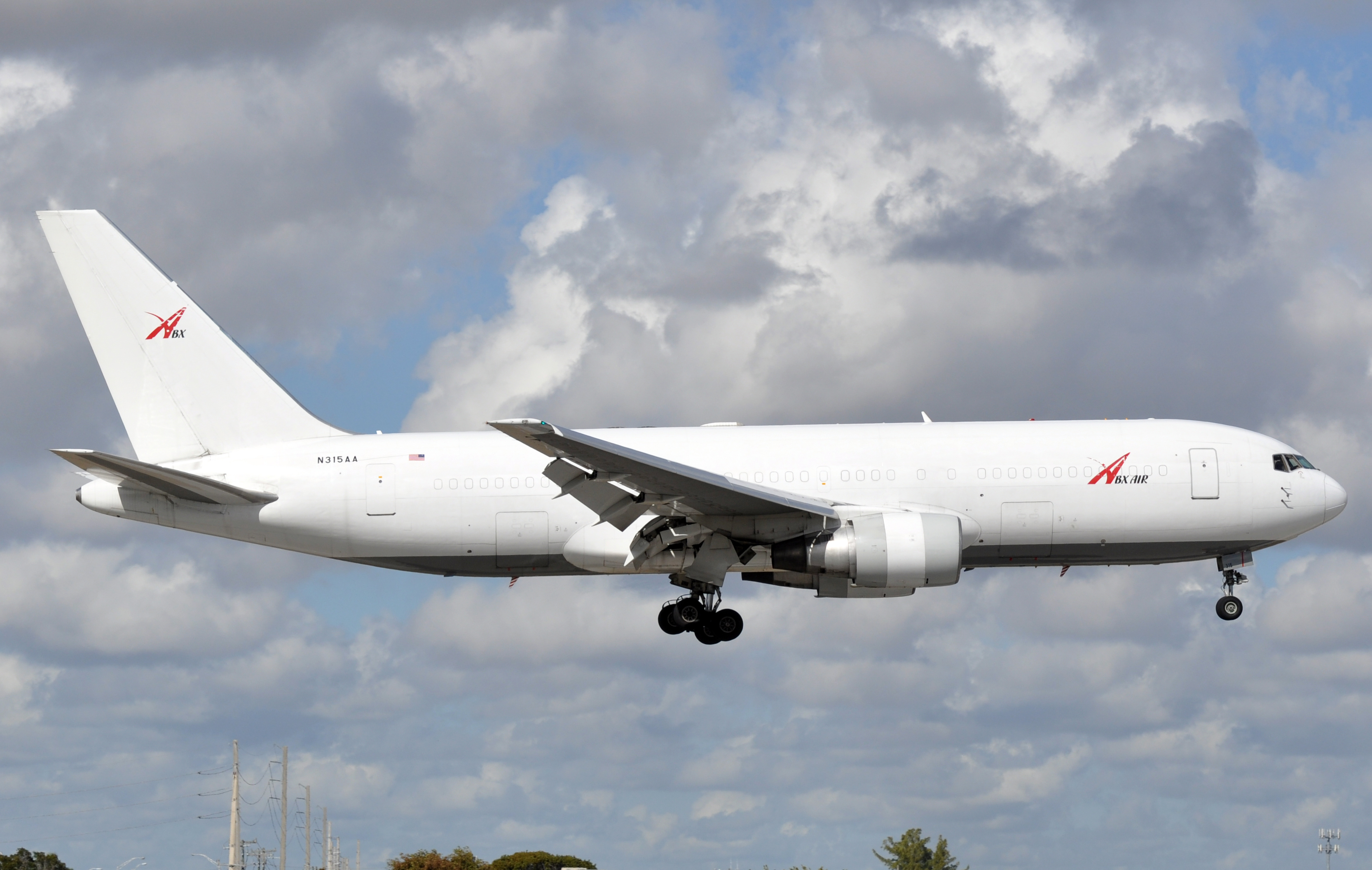
Un avion de cette compagnie aérienne

Transmile Air Service (code IATA: TH ; code OACI: TSE) est une compagnie aérienne cargo basée à Kuala Lumpur (Malaisie) créée en novembre 1993.
Elle a officiellement été désignée par le ministère des transports malaisien comme la compagnie nationale cargo. Son hub est l'aéroport Sultan Abdul Aziz Shah. Elle dessert 20 destinations dans le monde.

## Flotte
Transmile Air Service possède :
- 2 Boeing 737-200

- 4 McDonnell Douglas MD-11
- 1 Boeing 727-200